# Agrostaleyrodes
Agrostaleyrodes is een geslacht van halfvleugeligen (Hemiptera) uit de familie witte vliegen (Aleyrodidae), onderfamilie Aleyrodinae.
De wetenschappelijke naam van dit geslacht is voor het eerst geldig gepubliceerd door Ko in Ko, Chou & Wu in 2001. De typesoort is Agrostaleyrodes arcanus.

## Soort
Agrostaleyrodes omvat de volgende soort:
- Agrostaleyrodes arcanus Ko in Ko, Chou & Wu, 2001